# بریته نویمن
بریته نومن (دانمارکی: Birthe Neumann؛ زادهٔ ۳۰ آوریل ۱۹۴۷) بازیگر و صداپیشه اهل دانمارک است.
از فیلم‌هایی که وی در آن نقش داشته‌است، می‌توان به آنچه ما نیاز داریم عشق است، جشن، در یک دنیای بهتر، اوکی، بلومسترفانن، قلمرو و ژورنال ۶۴ اشاره کرد.